# スプリットS

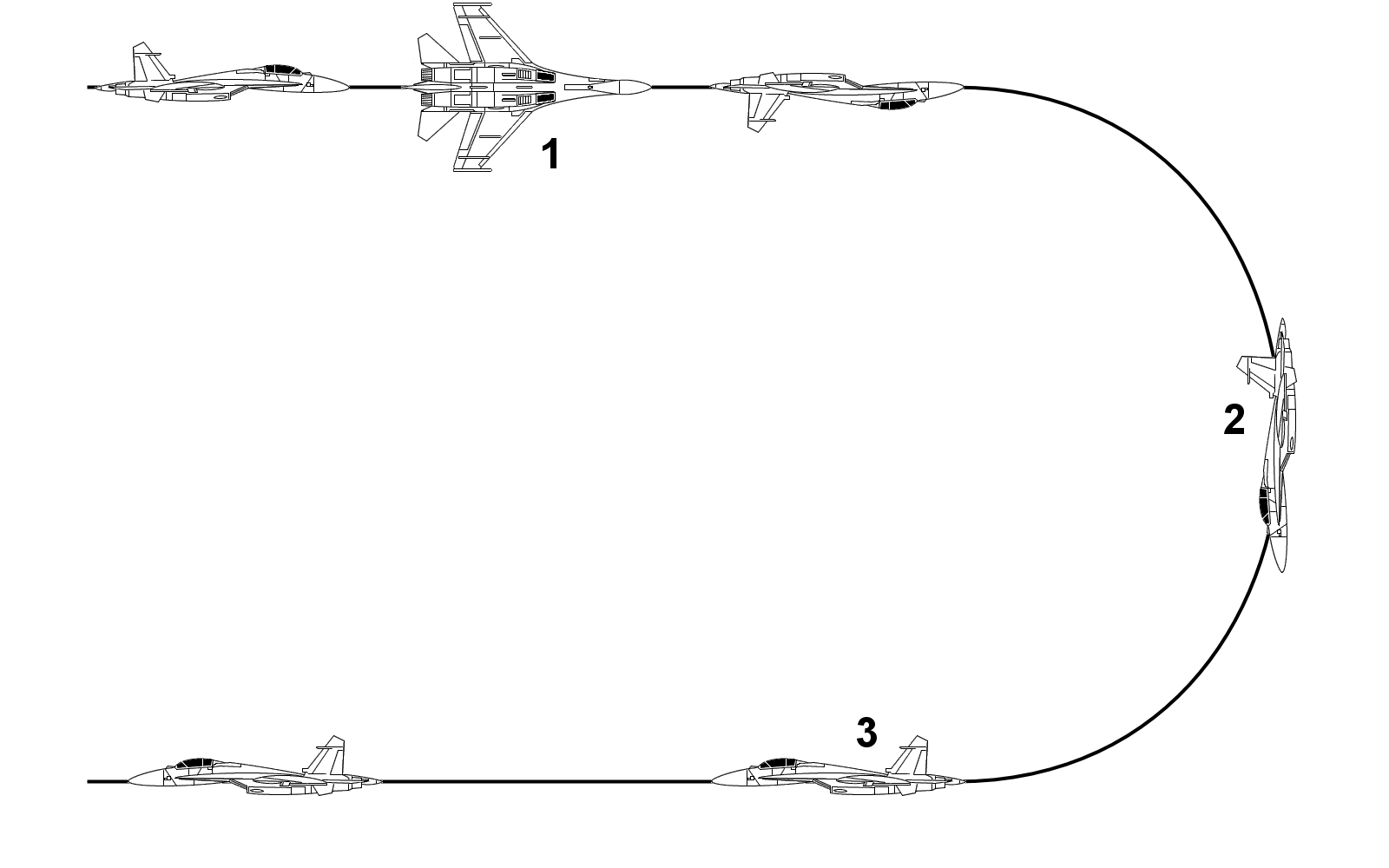
スプリットS

スプリットSアニメーション

スプリットS（スプリットエス）とは、航空機のマニューバの一つである。180度ロール、ピッチアップによる180度ループを順次、あるいは連続的に行うことで、縦方向にUターンする空戦機動を指す。
これにより高度が下がり、進行方向と機体の方向はともに水平方向に逆向きになる。
主に下方を自機の進行方向と反対方向へ通り過ぎた敵機を追跡する際に用いられる。
充分な高度がなければロールの最中に墜落する恐れがあるため、ループの最中は一般的に速度を落とす。また、先にロールを実施し短時間ではあるが背面飛行を行わなければならないため、機体の性能によっては比較的機体負担の少ないインメルマンターンで代用することがある。高度不足である場合でもこの代用は見られる。
ピッチアップにてループを先に行ったのちロールにする、上向きUターンを行う機動はインメルマンターンと呼ぶ。